# The Big Brawl
The Big Brawl is een Amerikaanse martialartsfilm uit 1980 die werd geregisseerd door Robert Clouse. De film vormde Jackie Chans debuut in de Amerikaanse filmindustrie. De film werd een flop. De actiestijl was bovendien niet de stijl waarvan Chan hield: Hij moest de gevechten langzaam uitvoeren zodat deze voor het publiek makkelijker te zien waren.
In de film is ook Lenny Montana kort te zien, die de rol van Luca Brasi in The Godfather speelde.

## Verhaal
De film speelt zich af in de jaren '30 in Chicago (hoewel de hele film werd opgenomen in Texas). Jerry Kwan (gespeeld door Jackie Chan) leidt een rustig leventje met diens vriendin Nancy (Kristine DeBell) en zijn familie. Zijn vader heeft een restaurant en wordt op een zekere dag door onderwereldfiguren gedwongen om een deel van de winst af te staan, maar Jerry valt de gangsters aan wanneer deze het restaurant willen verlaten. Gangsterbaas Dominici is onder de indruk van Jerry's vechtstijl en dwingt Jerry mee te doen aan de Battle Creek Brawl, een jaarlijkse vechtwedstrijd in Texas tussen de beste prijsvechters van de wereld. De gangsters beloven hem dat hij het prijzengeld krijgt en dat de verloofde van zijn broer teruggegeven zal worden wanneer hij zijn gevechten wint. Hij krijgt hierbij hulp van een kungfuleraar die hem voorbereidt op het toernooi.

## Rolverdeling
| Acteur               | Personage    |
| -------------------- | ------------ |
| Jackie Chan          | Jerry Kwan   |
| José Ferrer          | Dominici     |
| Kristine DeBell      | Nancy        |
| Mako                 | Herbert Kwan |
| Ron Max              | Leggetti     |
| David Sheiner        | Morgan       |
| Rosalind Chao        | Mae          |
| Lenny Montana        | John         |
| Pat E. Johnson       | Carl         |
| Hard Boiled Haggerty | Billy Kiss   |
| Chao-Li Chi          | Mr. Kwan     |
| Jocelyn Lew          | Miss Wong    |
| Peter Marc Jacobson  | Jug          |
| Gene LeBell          | Stroke       |
| Larry Drake          | rechter      |